# Emanuel Friedrich von Kötzschau
Emanuel Friedrich von Kötzschau (* 7. Oktober 1666; † 16. Oktober 1736) war ein deutscher Hof- und Verwaltungsbeamter in dänischen Diensten.

## Leben
Kötzschau war einer von acht Söhnen des anhaltischen Geheimrates Hans Bernhard von Kötzschau und wurde nach Studium und Auslandsreisen zunächst Kammerjunker am Hof von Fürst Wilhelm von Anhalt-Harzgerode in Harzgerode und Vizeaufseher des Mansfeldes. Er ging mit 30 Jahren nach Dänemark und 1697 Kammerjunker von Königin Charlotte Amalie von Dänemark, deren Hofmarschall er 1700 mit Einrichtung eines eigenen Hofstaates durch die Königinwitwe wurde. 1702 nach dem Tod seines Vaters wurde er Oberaufseher des Mansfeldes und preußischer Regierungsrat in Halle (Saale). 1710 Oberhofmarschall der Königinmutter Charlotte Amalie. Deren Sohn, König Friedrich IV. ernannte ihn im gleichen Jahr zum Geheimen Konferenzrat, Landrat und Oberlanddrost der damals dänischen Grafschaft Delmenhorst, die von der Deutschen Kanzlei in Kopenhagen verwaltet wurde. Die dänischen Hofämter erloschen mit dem Tod von Charlotte Amalie am 17. März 1714. Zwischen 1711 und 1731 war die Grafschaft Delmenhorst an das Kurfürstentum Hannover verpfändet. Kötzschau führte in dieser Zeit 1715–1721 die Dänische Lustration in dem Teil von Schwedisch-Vorpommern durch, das in dieser Zeit unter dänischer Besatzung stand. Er residierte als Oberlanddrost in Stralsund.
Er war seit 1705 kinderlos mit der Hofdame der Königin, Anna Emilie von Dalwigk, verheiratet. Anna Emilie hatte 1699 nur knapp einen Mordanschlag der Hofdame Justine Cathrine Rosenkrantz überlebt, die mit ihr um Kötzschaus Gunst rivalisierte und für die Tat zum Tode verurteilt, aber zu lebenslanger Haft auf Hammershus begnadigt wurde. Er heiratet in zweiter Ehe am 11. Oktober 1725 Catharine Christine von Plessen (* 22. Juli 1690; † 3. Februar 1755), sie war die Witwe von Karl Emil von Wartensleben. Mit Kötzschau starb die Familie im Mansfeld im Mannesstamm aus.

## Auszeichnungen
- Dannebrogorden (1708)